# Апсолут
Апсолут је појам који се користи у филозофији за означавање крајње, свеобухватне стварности посматране као цјелина, али у исто вријеме као извор разноврсности, односно као комплетне или перфектне стварности која у исто вријеме није раздвојена од коначног и несавршеног свијета. Овај појам у филозофију су унијели Шелинг и Хегел пред сам крај 18. вијека, а убрзо је постао веома битан у филозофији идеализма. У апсолутном идеализму и британском идеализму, он служи као концепт за „безусловну стварност која је или духовно темељ свега бића или целине ствари које се сматрају духовним јединством“.
Апсолут као појам врло често се користи за Бога, као Свемогућег и Свевременог.

## Историја
Концепт „апсолута“ је у модерну филозофију увео Хегел, дефинисан као „збир свог бића, стварног и потенцијалног“. За Хегела, како га схвата Мартин Хајдегер, апсолут је „дух, оно што је само по себи присутно у извесности безусловне самоспознаје“. Како Хегела схвата Фредерик Коплстон: „Логика проучава апсолут 'у себи'; филозофија природе проучава апсолут 'зарад себе'; а филозофија духа проучава апсолут 'у себи и за себе'.” Концепт се такође налази у делима Ф. В. Ј. Шелинга, а антиципирао га је Јохан Готлиб Фихте. У енглеској филозофији, Ф. Х. Бредли је разликовао концепт апсолута од Бога, док их је Џосија Ројс, оснивач америчке филозофске школе идеализма, изједначио.

## Индијске религије
Концепт aпсолута је коришћен за тумачење раних текстова индијских религија као што су они који се приписују Јајнавалкији, Нагарџуни и Адију Шанкари.
У џаинизму, aпсолутно знање или кевалија гнан, за које се каже да су постигли Арихантас и Тиртанкарас, који се огледа у њиховом познавању 360 степени истине и догађаја прошлости, садашњости и будућности. Свих 24 Тиртанкара и многи други су кевалија гнан или носиоци апсолутног знања.
Према Такеши Умехари, неки древни текстови будизма наводе да „истински апсолут и истинска слобода морају бити ништавило“, „празнина“. Ипак, рани будистички научник Нагарјуна, наводи Пол Вилијамс, не представља „празнину” као неку врсту апсолута, већ је то „само одсуство (чисто непостојање) инхерентног постојања” у Мадјамака школи будистичке филозофије.
Према Глину Ричардсу, рани текстови хиндуизма наводе да је Браман или недуални Браман–Атман апсолут.
Термин је такође усвојио Олдос Хаксли у својој вишегодишњој филозофији да би протумачио различите религијске традиције, укључујући индијске религије, и утицао на друге токове недуалистичке и њу ејџ мисли.